# Llista de comunitats de Gal·les
Aquesta és la llista de comunitats de Gal·les, ordenades per àrees administratives de Gal·les. Les "comunitats" (cymuned/cymunedau en gal·lès) són el nivell més baix de l'administració local gal·lesa.
Les comunitats amb estatus de ciutat estan indicades en negreta.
| Les àrees es corresponen amb comtats, tret de les marcades * (ciutats) ó amb † ("County Boroughs") 1. Merthyr Tudful † 2. Sir Caerffili † 3. Blaenau Gwent † 4. Torfaen † 5. Sir Fynwy 6. Casnewydd (Newport) * 7. Caerdydd (Cardiff) * 8. Bro Morgannwg † 9. Pen-y-bont ar Ogwr † 10. Rhondda Cynon Taf † 11. Castell-nedd Port Talbot † 12. Abertawe (Swansea) * 13. Sir Gaerfyrddin 14. Ceredigion 15. Powys 16. Wrecdam † 17. Sir y Fflint 18. Sir Ddinbych 19. Conwy † 20. Gwynedd 21. Ynys Môn (Anglesey) 22. Sir Benfro | Mapa de les comunitats de Gal·les |

## Abertawe
| Abertawe | Abertawe | Abertawe |
| --- | --- | --- |
| - Bôn-y-maen - Castell, Y - Cilâ - Cilâ Uchaf - Clydach - Cocyd, Y - Cwmbwrla - Dynfant - Gellifedw, Y - Glandŵr - Gorseinon - Llandeilo Ferwallt - Llangennith, Llanmadog a Cheriton | - Llangyfelach - Llanilltud Gŵyr - Llanrhidian Uchaf - Llanrhidian Isaf - Llansamlet - Llwchwr - Mawr - Mwmbwls, Y - Mynydd-Bach - Penderi - Pengelli - Penllergaer - Pennard | - Penrice - Pontarddulais - Pont-Lliw - Port Einon - Reynoldston - Rhossili - Sgeti - St. Thomas - Townhill - Treforys - Tre-gŵyr - Uplands |

## Sir Benfro
| Sir Benfro | Sir Benfro | Sir Benfro |
| --- | --- | --- |
| - Aberdaugleddau - Abergwaun ac Wdig - Amroth - Angle - Arberth - Boncath - Breudeth - Burton - Caeriw - Camros - Casblaidd - Castellmartin - Castell Gwalchmai - Cas-lai - Cas-mael - Cas-wis - Cilgerran - Cilgeti a Begeli - Clydau - Clunderwen - Cosheston - Crymych - Cwm Gwaun - Dale - Dinas - Dinbych y Pysgod - Doc Penfro | - East Williamston - Eglwyswrw - Freystrop - Havens, The - Hwlffordd - Herbrandston - Hook - Hundleton - Jeffreyston - Johnston - Llanbedr Efelffre - Llandyfái - Llanddewi Efelffre - Llandudoch - Llandysilio-yn-Nyfed - Llanfair Dinbych-y-pysgod - Llangwm - Llanhuadain - Llanisan-yn-Rhos - Llanrhian - Llanstadwel - Maenclochog - Maenorbŷr - Manordeifi - Marloes - Martletwy - Mathri | - Mot, Y - Mynachlog-ddu - Nyfer - Neyland - Nolton a'r Garn - Penfro - Pont Fadlen - Penalun - Pencaer - Rhosfarced - Rudbaxton - St. Florence - Saundersfoot - Scleddau - Slebets - Solfach - Spittal - Stagbwll, Y - Treamlod - Tredeml - Trefdraeth - Treletert - Tiers Cross - Trecŵn - Tyddewi - Uzmaston a Boulston |

## Blaenau Gwent
| Blaenau Gwent                    | Blaenau Gwent                    | Blaenau Gwent                  |
| -------------------------------- | -------------------------------- | ------------------------------ |
| - Abertyleri - Brynmawr - Cendle | - Cwm, Y - Glynebwy - Llanhiledd | - Nantyglo a Blaina - Tredegar |

## Bro Morgannwg
| Bro Morgannwg | Bro Morgannwg | Bro Morgannwg |
| --- | --- | --- |
| - Y Barri - Y Bont-faen a Llanfleiddan - Dinas Powys - Ewenni - Gwenfô - Llanbedr-y-fro - Llancarfan - Llandochau - Llandŵ | - Llanddunwyd - Llanfair - Llanfihangel-y-pwll - Llanilltud Fawr - Llangan - Llan-faes - Penarth - Pendeulwyn - Pen-llin | - Y Rhws - Sain Dunwyd - Sain Nicolas a Thresimwn - Sain Siorys - Sain Tathan - Sant-y-brid - Y Sili - Tregolwyn - Y Wig |

## Caerdydd
| Caerdydd | Caerdydd | Caerdydd |
| --- | --- | --- |
| - Caerau - Castell, Y - Cathays - Cyncoed - Eglwys Newydd, Yr - Gabalfa - Glanyrafon - Gogledd Llandaf - Hen Laneirwg - Llandaf - Llanisien | - Llanrhymni - Llysfaen - Mynydd Bychan - Pentwyn - Pentyrch - Plasnewydd - Pontprennau - Radur a Phentrepoeth - Rhath, Y - Rhiwbeina - Sain Ffagan | - Sblot, Y - Tre Bute - Tredelerch - Treganna - Trelái - Trelluest - Tyllgoed - Tongwynlais - Trowbridge - Waunadda |

## Caerffili
| Caerffili                                                                          | Caerffili                                                                         | Caerffili                                                               |
| ---------------------------------------------------------------------------------- | --------------------------------------------------------------------------------- | ----------------------------------------------------------------------- |
| - Argoed - Bargoed - Bedwas, Trethomas a Machen - Caerffili - Coed-Duon - Cwm Aber | - Cwm Darran - Fan, Y - Gelligaer - Llanbradach a Pwllypant - Maesycwmer - Nelson | - Penyrheol, Trecenydd ac Ene'rglyn - Rhydri - Rhymni - Tredegar Newydd |

## Casnewydd
| Casnewydd                                                                                      | Casnewydd                                                                                                | Casnewydd                                                                                                |
| ---------------------------------------------------------------------------------------------- | --- | --- |
| - Alway - Allteuryn - Allt-yr-ynn - Beechwood - Betws - Bishton - Coedcernyw - Gaer, Y - Graig | - Gwynllŵg - Langstone - Liswerry - Llanfaches - Llanfihangel-y-fedw - Llanwern - Malpas - Maurun - Nash | - Parc Tredegyr - Penhow - Pillgwenlli - Redwick - Ringland - Sain Silian - Stow Hill - Tŷ-du - Victoria |

## Castell-nedd Port Talbot
| Castell-nedd Port Talbot | Castell-nedd Port Talbot | Castell-nedd Port Talbot |
| --- | --- | --- |
| - Aberafan - Bae Baglan (*) - Baglan - Blaendulais - Blaengwrach - Blaenhonddan - Bryn - Castell-nedd - Cilybebyll - Clun, Y a Melincwrt - Coedffranc | - Crynant - Cwmafan - Cwmllynfell - Dyffryn Clydach - Glyncorrwg - Glyn-nedd - Gwaun-Cae-Gurwen - Llansawel - Margam - Morfa Margam (*) - Onllwyn | - Pelenna - Pontardawe - Port Talbot - Resolfen - Sandfields, Dwyrain - Sandfields, Gorllewin - Taibach - Tonna - Ystalyfera |

## Ceredigion
| Ceredigion | Ceredigion | Ceredigion |
| --- | --- | --- |
| - Aberaeron - Aberporth - Aberteifi - Aberystwyth - Beulah - Blaenrheidol - Borth - Cei Newydd - Ceulan-a-Maesmor - Ciliau Aeron - Dyffryn Arth - Faenor, Y - Ferwig, Y - Genau'r Glyn - Henfynyw - Llanbedr Pont Steffan - Llanarth | - Llanbadarn Fawr - Llandyfriog - Llandysiliogogo - Llandysul - Llanddewi Brefi - Llanfair Clydogau - Llanfarian - Llanfihangel Ystrad - Llangeitho - Llangoedmor - Llangrannog - Llangwyryfon - Llangybi - Llangynfelyn - Llanilar - Llanllwchaearn - Llanrhystud | - Llansantffraid - Llanwenog - Llanwnnen - Lledrod - Melindwr - Nancwnlle - Penbryn - Pontarfynach - Tirymynach - Trawsgoed - Trefeurig - Tregaron - Troedyraur - Ysbyty Ystwyth - Ysgubor-y-coed - Ystrad Fflur - Ystrad Meurig |

## Conwy
| Conwy | Conwy | Conwy |
| --- | --- | --- |
| - Abergele - Bae Colwyn - Betws-y-Coed - Betws yn Rhos - Bro Garmon - Bro Machno - Caerhun - Capel Curig - Cerrig-y-drudion - Conwy - Dolgarrog - Dolwyddelan - Eglwysbach | - Henryd - Llandrillo-yn-Rhos (*) - Llanddoged a Maenan - Llanddulas a Rhyd-y-Foel - Llandudno - Llanddoged a Maenan - Llanddulas a Rhyd-y-Foel - Llanfairfechan - Llanfair Talhaearn - Llanfihangel Glyn Myfyr - Llangernyw - Llangwm - Llanefydd | - Llanrwst - Llansanffraid Glan Conwy - Llansannan - Llysfaen - Mochdre - Penmaenmawr - Pensarn - Pentrefoelas - Trefriw - Tywyn a Bae Cinmel - Ysbyty Ifan |

## Sir Ddinbych
| Sir Ddinbych | Sir Ddinbych | Sir Ddinbych |
| --- | --- | --- |
| - Aberchwiler - Betws Gwerful Goch - Bodelwyddan - Bodfari - Bryneglwys - Cefn Meiriadog - Clocaenog - Corwen - Cyffylliog - Cynwyd - Derwen - Dinbych - Dyserth | - Efenechtyd - Gwyddelwern - Henllan - Llanarmon-yn-Iâl - Llanbedr Dyffryn Clwyd - Llandegla - Llandrillo - Llandyrnog - Llanelidan - Llanelwy - Llanfair Dyffryn Clwyd - Llanferres - Llangollen | - Llangynhafal - Llanrhaeadr-yng-Nghinmeirch - Llandysilio-yn-Iâl - Llanynys - Nantglyn - Prestatyn - Rhuddlan - Rhuthun - Rhyl, Y - Trefnant - Tremeirchion, Cwm a’r Waen |

## Sir Fynwy
| Sir Fynwy | Sir Fynwy | Sir Fynwy |
| --- | --- | --- |
| - Brynbuga - Caerwent - Cil-y-Coed - Cas-gwent - Crucornau - Devauden - Drenewydd Gelli-farch - Fenni, Y - Goetre Fawr - Grysmwnt, Y - Gwehelog Fawr | - Llanarth - Llanbadog - Llandeilo Gresynni - Llandeilo Bertholau - Llanelli - Llanffwyst - Llanfihangel Troddi - Llangatwg Feibion Afel - Llangwm - Llangybi - Llanhenwg | - Llanofer - Llantrisant Fawr - Magwyr gyda Gwndy - Matharn - Porth Sgiwed - Rogiet - Rhaglan - Trefynwy - St Arvans - Tryleg - Tyndyrn |

## Sir y Fflint
| Sir y Fflint | Sir y Fflint | Sir y Fflint |
| --- | --- | --- |
| - Argoed - Bagillt - Brychdyn a Bretton - Brynffordd - Bwcle - Caerwys - Cei Connah - Cilcain - Coed-llai - Chwitffordd - Fflint - Gwernaffield | - Gwernymynydd - Helygain - Hob, Yr - Higher Kinnerton - Llanasa - Llaneurgain - Llanfynydd - Mostyn - Nannerch - Nercwys - Neuadd Llaneurgain - Penarlâg | - Penyffordd - Queensferry - Saltney - Sealand - Shotton - Treffynnon - Trelawnyd a Gwaenysgor - Treuddyn - Wyddgrug, Yr - Ysgeifiog |

## Sir Gaerfyrddin
| Sir Gaerfyrddin | Sir Gaerfyrddin | Sir Gaerfyrddin |
| --- | --- | --- |
| - Abergwili - Abernant - Rhydaman - Betws - Bronwydd - Caerfyrddin - Cenarth - Cilycwm - Cilymaenllwyd - Cwarter Bach - Cwmaman - Cydweli - Cynwyl Elfed - Cynwyl Gaeo - Dyffryn Cennen - Eglwys Gymyn - Gorslas - Hendy-gwyn ar Daf - Henllan Fallteg - Talacharn - Llanarthne - Llanboidy - Llanddarog - Llanddeusant | - Llanddowror - Llandeilo - Llanymddyfri - Llandybie - Llandyfaelog - Llanedi - Llanegwad - Llanelli - Llanelli Wledig - Llanfair-ar-y-bryn - Llanfihangel Aberbythych - Llanfihangel-ar-Arth - Llanfihangel-rhos-y-corn - Llanfynydd - Llangadog - Llangain - Llangathen - Llangeler - Llangennech - Llangyndeyrn - Llangynin - Llangynnwr - Llangynog - Llanismel | - Llanllawddog - Llanllwni - Llannewydd a Merthyr - Llannon - Llanpumsaint - Llansadwrn - Llansawel - Llansteffan - Llanwinio - Llanwrda - Llanybydder - Llanycrwys - Maenordeilo a Salem - Meidrim - Myddfai - Castell Newydd Emlyn - Pen-bre a Phorth Tywyn - Pencarreg - Pentywyn (Pendine) - Pontyberem - Sanclêr - Talyllychau - Trelech - Trimsaran |

## Gwynedd
| Gwynedd | Gwynedd | Gwynedd |
| --- | --- | --- |
| - Abergwyngregyn - Aberdaron - Aberdyfi - Abermaw - Arthog - Bala, Y - Bangor - Beddgelert - Bethesda - Betws Garmon - Bontnewydd, Y - Botwnnog - Brithdir a Llanfachreth - Bryn-crug - Buan - Caernarfon - Clynnog Fawr - Corris - Cricieth - Dolbenmaen - Dolgellau - Dyffryn Ardudwy | - Felinheli, Y - Ffestiniog - Ganllwyd, Y - Harlech - Llanaelhaearn - Llanbedr - Llanbedrog - Llanberis - Llandwrog - Llandygái - Llanddeiniolen - Llandderfel - Llanegryn - Llanelltud - Llanengan - Llanfair - Llanfihangel-y-pennant - Llanfrothen - Llangelynnin - Llangywer - Llanllechid - Llanllyfni | - Llannor - Llanrug - Llanuwchllyn - Llanwnda - Llanycil - Llanystumdwy - Maentwrog - Mawddwy - Nefyn - Pennal - Penrhyndeudraeth - Pentir - Pistyll - Porthmadog - Pwllheli - Talsarnau - Trawsfynydd - Tudweiliog - Tywyn - Waunfawr |

## Merthyr Tudful
| Merthyr Tudful                               | Merthyr Tudful                            | Merthyr Tudful                                         |
| -------------------------------------------- | ----------------------------------------- | ------------------------------------------------------ |
| - Bedlinog - Cyfarthfa - Dowlais - Faenor, Y | - Gurnos, Y - Pant - Parc, Y - Penydarren | - Merthyr Tudful - Treharris - Troed-y-rhiw - Ynysowen |

## Môn
| Môn | Môn | Môn |
| --- | --- | --- |
| - Aberffraw - Amlwch - Biwmares - Bodedern - Bodffordd - Bodorgan - Bryngwran - Caergybi - Cwm Cadnant - Cylch y Garn - Fali, Y - Llanbadrig - Llanddaniel Fab - Llanddona | - Llanddyfnan - Llaneilian - Llaneugrad - Llanfachraeth - Llanfaelog - Llanfaethlu - Llanfair Mathafarn Eithaf - Llanfairpwll - Llanfair-yn-neubwll - Llanfihangel Ysgeifiog - Llangefni - Llangoed a Penmon - Llangristiolus - Llanidan | - Llannerch-y-medd - Mechell - Moelfre - Penmynydd a Star - Pentraeth - Porthaethwy - Rhoscolyn - Rhosybol - Rhosyr - Trearddur - Tref Alaw - Trewalchmai |

## Pen-y-Bont ar Ogwr
| Pen-y-Bont ar Ogwr                                                                                   | Pen-y-Bont ar Ogwr                                                                                                 | Pen-y-Bont ar Ogwr                                                         |
| --- | --- | -------------------------------------------------------------------------- |
| - Bragle - Castellnewydd ar Ogwr - Cefn Cribwr - Coety Uchaf - Corneli - Cwm Ogwr - Llangrallo Uchaf | - Llangrallo Isaf - Llangynwyd Isaf - Llangynwyd Ganol - Llansanffraid ar Ogwr - Trelales - Maesteg - Merthyr Mawr | - Nantgarw - Pencoed - Pen-y-Bont ar Ogwr - Pîl, Y - Porthcawl - Ynysawdre |

## Powys
| Powys | Powys | Powys |
| --- | --- | --- |
| - Aberedw - Aberriw - Aberhonddu - Aberhafesb - Abaty Cwm-hir - Banw - Bausley a Chrugion - Bugeildy - Betws Cedewain - Bronllys - Cadfarch - Caersws - Carno - Carreghwfa - Castell Caereinion - Castell Paun - Cegidfa - Ceri - Cilmeri - Clas-ar-Wy, Y - Cleirwy - Crai - Crucywel - Diserth a Threcoed - Drenewydd, Y a Llanllwchaearn - Duhonw - Dwyriw - Dyffryn Grwyne - Erwd - Felin-fach - Ffordun gyda Thre'r-llai a Threlystan - Glantwymyn - Glascwm - Glyn Tarell - Gwernyfed | - Gelli Gandryll, Y - Honddu Isaf - Llanafan Fawr - Llanandras - Llanbadarn Fawr - Llanbadarn Fynydd - Llanbister - Llanbrynmair - Llandinam - Llandrindod - Llandrinio - Llandysilio (Powys) - Llandysul - Llanddew - Llanddewi yn Hwytyn - Llanddewi Ystradenni - Llanelwedd - Llanerfyl - Llanfair Caereinion - Llanfair Llythynwg - Llanfair ym Muallt - Llanfechain - Llanfihangel Cwm Du gyda Bwlch a Chathedin - Llanfihangel Rhydieithion - Llanfihangel-yng-Ngwynfa - Llanfrynach - Llanfyllin - Llangamarch - Llangatwg - Llangedwyn - Llangors - Llangynllo - Llangurig - Llangynidr - Llangynyw - Llangynog | - Llanidloes - Llanidloes Allanol - Llanigon - Llanllŷr-yn-Rhos - Llanrhaeadr-ym-Mochnant - Llansanffraid - Llansilin - Llanwddyn - Llanwrthwl - Llanwrtyd - Llywel - Machynlleth - Maescar - Maesyfed - Manafon - Meifod - Merthyr Cynog - Mochdre - Nantmel - Pencraig - Penybont - Pen-y-bont-fawr - Rhaeadr Gwy - Sant Harmon - Talgarth - Tal-y-bont ar Wysg - Tawe Uchaf - Trallwng, Y - Trefaldwyn - Trefeglwys - Treflys - Trefyclawdd - Tregynon - Trewern - Yscir - Ystog, Yr - Ystradfellte - Ystradgynlais |

## Rhondda Cynon Taf
| Rhondda Cynon Taf | Rhondda Cynon Taf | Rhondda Cynon Taf |
| --- | --- | --- |
| - Aberaman - Abercynon - Aberdâr - Aberpennar - Cwmbach - Cwm Clydach - Cymer - Ffynnon Taf - Gilfach Goch - Glyn Rhedynog - Hirwaun - Llanharan | - Llanhari - Llantrisant - Llanilltud Faerdref - Llwydcoed - Llwyn-y-pia - Maerdy - Pendyrus - Penrhiwceiber - Pentre - Pen-y-graig - Penywaun - Pont-y-clun | - Pontypridd - Porth - Rhigos, Y - Tonypandy - Tonyrefail - Trealaw - Trehafod - Treherbert - Treorci - Ynys-hir - Ynysybŵl a Choed-y-Cwm - Ystrad |

## Torfaen
| Torfaen                                                               | Torfaen                                                         | Torfaen                                     |
| --------------------------------------------------------------------- | --------------------------------------------------------------- | ------------------------------------------- |
| - Abersychan - Blaenafon - Croesyceiliog a Llanyrafon - Cwmbrân Ganol | - Cwmbrân Uchaf - Fairwater - Henllys - Llanfihangel Llantarnam | - New Inn - Pant-teg - Ponthir - Pont-y-pŵl |

## Wrecsam
| Wrecsam | Wrecsam | Wrecsam |
| --- | --- | --- |
| - Abenbury - Bangor-is-y-coed - Bronington - Brychdyn - Brymbo - Cefn - Ceiriog Uchaf - Coedpoeth - De Maelor - Erbistog - Esclus - Glyntraian | - Gresffordd - Gwaunyterfyn - Gwersyllt - Hanmer - Holt - Isycoed - Llai - Llangollen Wledig - Llansantffraid Glyn Ceiriog - Marchwiail - Y Mwynglawdd - Offa | - Yr Orsedd - Owrtyn - Parc Caia - Penycae - Rhosddu - Rhosllannerchrugog - Rhiwabon - Sesswick - Y Waun - Willington Wrddymbre |